# ایرینا گرلیتس
ایرینا گرلیتس (انگلیسی: Irina Gerlits؛ زادهٔ ۲۹ آوریل ۱۹۶۶) بازیکن بسکتبال اهل شوروی-قزاقستان بود.